# Hamilton Township (comté de Harrison, Missouri)
Hamilton Township est un township du comté de Harrison dans le Missouri, aux États-Unis,.